# Bugker See
Der Bugker See ist ein See im Landkreis Oder-Spree in der Stadt Storkow. Er liegt im Ortsteil Bugk, gehört zum Naturpark Dahme-Heideseen und ist Bestandteil der Groß Schauener Seenkette, sowie Teil von Sielmanns Naturlandschaft Groß Schauener Seen.

## Geografie
Der Bugker See befindet sich am südlichen Ende der Groß Schauener Seenkette. Der Ort Bugk liegt östlich des Sees.
Im Westen geht der Bugker See über eine 80 Meter breite Verbindung in den nördlich des Storkower Ortsteils Schwerin liegenden Schweriner See über, während von Norden ein 200 m langes Fließ Wasser aus dem Großen Selchower See zuführt. Der Dobrasee entwässert über den Bugker Seegraben in den Bugker See.

## Ökologie
Der Bugker See sowie das umliegende Gebiet, beheimaten diverse Vogelarten, darunter die große Rohrdommel, der Eisvogel, der Kranich, der Graureiher oder der Milan.

## Freizeit, Tourismus, Sport
In speziellen Bereichen des Sees ist das Angeln erlaubt.